# Yanks – Gestern waren wir noch Fremde
Yanks – Gestern waren wir noch Fremde (Originaltitel Yanks) ist ein britisches Filmdrama des Regisseurs John Schlesinger aus dem Jahr 1979. Die Hauptrollen sind mit Richard Gere, Vanessa Redgrave, William Devane und Lisa Eichhorn besetzt.
Das Drehbuch beruht auf einer Originalgeschichte von Colin Welland, der in Lancashire geboren wurde. Er schrieb auch das Drehbuch, wobei ihn Walter Bernstein unterstützte.

## Handlung
Die Handlung spielt während des Zweiten Weltkriegs, kurz vor der Landung der Alliierten in der Normandie: „Anfang 1942 bis zur Invasion Europas landeten über eine Million Amerikaner in Großbritannien. Sie kamen um an der Front zu kämpfen oder um die zahlreichen Stützpunkte der Vereinigten Staaten in England zu besetzen. Kaum eine Stadt, Kleinstadt oder Dorf blieben davon unberührt.“
Die US-amerikanischen Soldaten warten in einer englischen Provinzstadt auf ihren Einsatz. Die Einheimischen bezeichnen sie spöttisch als Yanks. Die US-Armee hat im Umfeld der Stadt eine riesige Basis eingerichtet, was sich natürlich auf das Gebiet entsprechend auswirkt und das Umfeld der Kleinstadt stark verändert. Auch die guten Kumpel, der Armeekoch Matt Dyson und der Boxer Danny Ruffello, sind unter den Soldaten. Vor allem Danny kann es kaum erwarten, die Mädchen der kleinen Stadt kennenzulernen. Schon etwas länger ist ihr Vorgesetzter Captain John vor Ort. Er ist freundschaftlich verbunden mit der Aristokratin Helen, einer Cellistin, die mit einem britischen Leutnant verheiratet ist, der sich im Ausland befindet, um den Feind zu bekämpfen. John und Helen verstehen sich blind und hätten unter anderen Umständen ein perfektes Paar sein können. Während eines Ausflugs nach Irland kommen sie sich auch körperlich näher. Helen antwortet später auf Johns indirekte Frage, dass sie diese Tage nie vergessen werde.
Matt und Danny haben inzwischen die Bekanntschaft zweier englischer Mädchen gemacht. Matt verliebt sich ernsthaft in Jean Moreton, von der jedoch erwartet wird, dass sie Ken heiratet, mit dem sie seit Kindertagen verbunden ist. Ken kämpft ebenfalls als Soldat an der Front gegen den Feind. Aus diesem Grund wehrt sich Jean auch gegen ihre aufkeimenden Gefühle für Matt, obwohl ihr immer häufiger der Gedanke kommt, er könne der Mann sein, mit dem sie alt werden möchte. Jeans Eltern sind nicht gerade erfreut, dass ihre Tochter soviel mit dem „Ausländer“ unternimmt. Vor allem Jeans schwerkranke Mutter hat keine allzu hohe Meinung von der Moral der amerikanischen Soldaten; Jean tut jedoch ihr Bestes, um sie davon zu überzeugen, dass Matt anders ist. An Silvester kommt es zu einem irritierenden Vorfall. Als ein schwarzer G.I. mit einer weißen Engländerin tanzt, nehmen einige weiße Soldaten der Armee dies zum Anlass, eine Schlägerei anzuzetteln und den schwarzen Soldaten in menschenverachtender Weise zu traktieren. Weder Matt noch Danny greifen ein, was nicht nur Jeans Missfallen erregt, die daraufhin mit ihrer Freundin Mollie und weiteren Engländerinnen die schwarzen Amerikaner demonstrativ zum Tanz auffordert.
Als die Nachricht eintrifft, dass Ken gefallen ist, gibt Jeans Mutter – unter Schock stehend von der schlimmen Nachricht – ihrer Tochter und Matt indirekt die Schuld daran. Jean hat jedoch inzwischen erkannt, wie viel Matt ihr bedeutet und will sich ihm hingeben. Als er einen Rückzieher macht, stellt sie seine Liebe in Frage und zieht sich zurück. In einer Aussprache versucht er ihr seine Beweggründe zu erklären und dass er ja nicht wisse, ob er aus dem Krieg zurückkommen werde und daher nicht riskieren wolle, sie mit einem Kind zurückzulassen. Jean meint, es sei besser, er gehe jetzt.
Als die Nachricht kommt, dass die Einheit von Captain John, zu der auch Matt und Danny gehören, abrücken muss, um an der Invasion in der Normandie teilzunehmen, heiraten Danny und Mollie zuvor noch. Jeans schwerkranke Mutter stirbt, die Beerdigung findet an dem Tag statt, an dem Matt und Danny gehen müssen. Für Jean wird ein Paket abgegeben, das eine von Matt gebackene Torte mit einer Liebeserklärung enthält. Jeans Vater meint, sie solle laufen, vielleicht erreiche sie Matt ja noch. Jean kämpft sich zum Bahnhof durch, wo sie auf Mollie trifft. Verzweifelt versuchen die Frauen in dem Wirrwarr, Matt und Danny ausfindig zu machen. Es gelingt ihnen im allerletzten Moment. Von einer Brücke aus mit Blick auf den abfahrenden Zug können die Paare sich noch eine letzte Botschaft zurufen. Danny ruft seiner Mollie zu, sie solle gut auf sich und das Baby, das sie erwartet, achten und Jean gibt Matt zu verstehen, dass alles wieder gut sei zwischen ihnen.

## Produktion

### Produktionsnotizen, Dreharbeiten

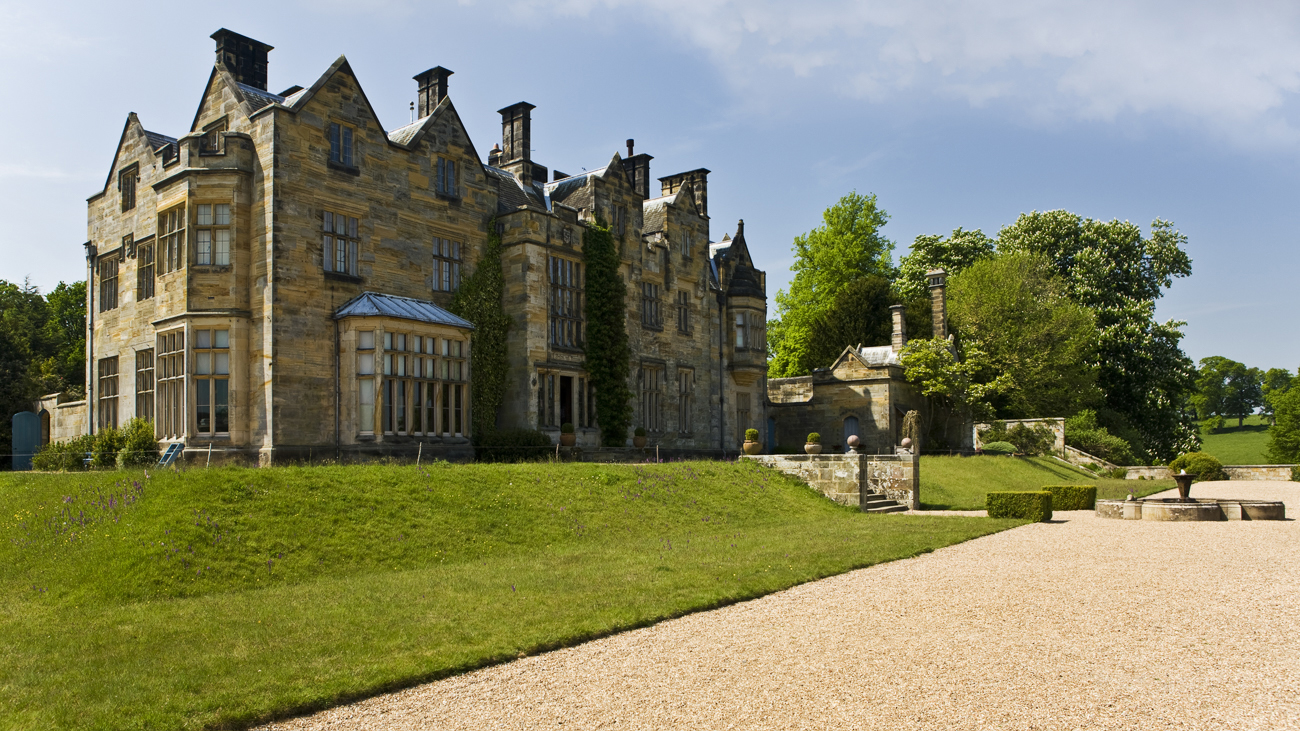
Scotney ‘New’ Castle (Herrenhaus), einer der Drehorte des Films

Produziert wurde der Film von der CIP Filmproduktion GmbH, Joseph Janni und Lester Persky Production, vertrieben von Universal Pictures. Gedreht wurde in Hyde, in Oldham, in Stockport und in Stalybridge in Greater Manchester in England sowie im Grand Hotel in Llandudno in Wales (wohin Helen und John ihren Ausflug machen) und in Llandudno selbst, des Weiteren auf Scotney Castle/Kent (Helens Schloss). Weitere Aufnahmen entstanden im Gebiet des Saddleworth Moors sowie in Moore im Bezirk Cheshire (Kanalszene), des Weiteren in der Grafschaft Lancashire (Friedhof und Laden sowie vor Ort) und an der Keighley Railway Station in Keighley im County West Yorkshire (Bahnhof). In den Twickenham Film Studios in St Margarets im Stadtbezirk London Borough of Richmond upon Thames wurde ebenfalls gedreht. Die Dreharbeiten erstreckten sich über den Zeitraum 10. April bis August 1978.
John Schlesinger, der einen solchen Film schon immer drehen wollte, musste das zurückstellen, bis er bewiesen hatte, wie erfolgreich er sein konnte. Der britische Film, der ursprünglich 165 Minuten lang war, wurde von den Vereinigten Staaten und der Bundesrepublik Deutschland finanziert. Die Langfassung kam nicht in die Kinos. Schlesingers erste Wahl für die Rolle des Matt war Jeff Bridges. Erst als dieser ablehnte, ging die Rolle an Richard Gere. Lisa Eichhorn, Amerikanerin, fälschte einen britischen Akzent so gut vor, dass sie die Rolle der Jean sofort bekam. Als man herausfand, dass sie Amerikanerin ist, durfte sie die Rolle trotzdem behalten.
Dem Film stand ein geschätztes Budget von 6 Mio. Dollar zur Verfügung. Im Großraum USA spielte er 3.931.010 Dollar ein.

### Soundtrack
- I’LL Be Seeing You von Sammy Fain und Irving Kahal, gesungen von Anne Shelton
- Run, Rabbit, Run von Noel Gay und Ralph T. Butler
- I’ve Got Sixpence von Elton Box, Desmond Cox und Lawrence Hall
- Deep in the Heart of Texas von June Hershey und Don Swander
- Offensive Preparations Behind the Lines von H. M. Farrar
- There’ll Always Be an England von Hugh Charles und Ross Parker
- Don’t Sit Under the Apple Tree von Sam H. Stept, Lew Brown und Charles Tobias
- Argentine von Roger Bernstein und André Tabet
- I, Yi, Yi, Yi, Yi (I Like You Very Much) von Harry Warren und Mack Gordon
- Für Elise von Ludwig van Beethoven (gespielt von Geoff am Klavier)
- After the Ball von Charles K. Harris (gespielt während des Silvesterballs)
- Auld Lang Syne, traditionelle Weise von Robert Burns (gespielt während des Silverballs)
- Hands, Knees and Boomps-a-Daisy von Annette Mills (gespielt während des Silverballs)
- Hokey Cokey, allgemein als traditionell angesehen, aber auch Jimmy Kennedy zugeschrieben
(gespielt während des Silverballs)
- An English Suite – Prelude von Hubert Parry (gespielt während einer Orchesterprobe)
- Aus Holbergs Zeit aka Holberg Suite von Edvard Grieg (gespielt während des Kirchenkonzerts)
- The day Thou gavest, Lord, is ended, Text von John Ellerton mit Musik,
die Rev. Clement Cotteril Scholefield zugeschrieben wird (gesungen bei Moretons Beerdigung)

### Synchronisation
- Heiner Lauterbach – deutsche Stimme von Richard Gere (Matt Dyson)
- Viktoria Brams – deutsche Stimme von Vanessa Redgrave (Helen)
- Holger Hagen – deutsche Stimme von William Devane (Captain John)
- Dagmar Heller – deutsche Stimme von Lisa Eichhorn (Jean Moreton)
- Alice Franz – deutsche Stimme von Rachel Roberts (Mrs. Clarrie Moreton)
- Ivar Combrinck – deutsche Stimme von Chick Vennera (Danny Ruffelo)
- Inge Solbrig – deutsche Stimme von Wendy Morgan (Mollie)
- Wolf Ackva – deutsche Stimme von Tony Melody (Mr. Moreton)
- Christian Häussler – deutsche Stimme von Martin Smith (Geoff Moreton)
- Ziad Ragheb – deutsche Stimme von Philip Whileman (Billy)
- Paul Lasner – deutsche Stimme von Arlen Dean Snyder (Henry)
- Heidi Treutler – deutsche Stimme John Hickson (Mrs. Moody)
- Leon Rainer – deutsche Stimme von Derek Thompson (Ken)
- Boris von Pilecki – deutsche Stimme von Simon Harrison (Tim)

### Veröffentlichung
In den Vereinigten Staaten hatte der Film am 19. September 1979 in New York Premiere. Im Vereinigten Königreich fand die Königliche Charity-Premiere am 1. November 1979 in London statt, bevor der Film dann am 2. November 1979 allgemein anlief. 1980 wurde der Film in folgenden Ländern veröffentlicht: Italien (Milano), Finnland, Australien, Dänemark Frankreich, Portugal, Niederlande, Belgien (Gent) und Kolumbien. In der Bundesrepublik Deutschland lief er am 4. April 1980 unter dem Titel Yanks – Gestern waren wir noch Fremde an.
1981 erfolgte die Premiere des Films in Japan und auf den Philippinen (Davao). Des Weiteren wurde der Film in folgenden Ländern veröffentlicht: Brasilien, Kanada, Griechenland, Ungarn, Polen, Rumänien, in der Sowjetunion, in Spanien und in der Türkei.
Am 4. Juni 2007 gab Twentieth Century Fox den Film mit einer deutschen Tonspur auf DVD heraus, Laufzeit: 133 Minuten.

## Rezeption

### Kritik
Vincent Canby schrieb in der New York Times vom 19. September 1979, der Film sei ein Kriegsfilm, der keine Schlachten zeige, sondern vielmehr, wie der Krieg sich auf die beteiligten Menschen auswirke. Er zeige die Ereignisse ohne Vulgarität, zum Teil beschönigend, sei jedoch in zahlreichen kleinen Details absolut authentisch. Besonders lobte Canby die Darstellung von Vanessa Redgrave, die ihrer Rolle Humor und gesunden Menschenverstand verleihe.
Casimir Harlow schrieb auf der englische Seite avforums, Regisseur John Schlesinger verdanke es seinen Filmen Midnight Cowboy und Marathon Man, dass er dieses Kriegsdrama mit Richard Gere haben leiten dürfen. Es sei ein Wunsch Schlesingers gewesen einen Kriegsfilm ohne Krieg zu drehen. Die Geschichte brauche lange Zeit, um zu fesseln, was vielleicht auch an der Interaktion zwischen den bekannten amerikanischen Schauspielern und den bekannten englischen Schauspielerinnen liege. Der Blickwinkel des Films sei ungewöhnlich für einen Film aus dem Zweiten Weltkrieg, der selten Berücksichtigung gefunden habe, jedoch mit allem Respekt zu behandeln sei.
Auf der englischen Seite Blu-ray.com wird die Meinung vertreten, Yanks sei einer jener Filme, die die Menschen entweder als echte Bombe lieben oder schnell als unbequem abtun würden. Die Stärke des Films liege darin, dass er einen mühelos in die Realität ziehe, die gemischt sei mit Melancholie. Schlesinger sei ein begabter Regisseur gewesen, der es verstanden habe, periodistisch eine großartige Atmosphäre zu schaffen und sie zur Grundlage der Geschichte zu machen, die er habe erzählen wollen, und genau so sei auch die Geschichte von Yank angelegt. Es sei nicht leicht, in einfachen Worten zu erklären, was die Qualität des Films ausmache, aber sobald man den Filme sehe, werde man feststellen, dass es so sei. Die Geschichte werde getragen von einer sanften Leichtigkeit, gemischt mit Unsicherheit und Zerbrechlichkeit, was besonders die Figur von Eichhorn auszeichne und ihren Charakter sehr real wirken lasse, und das sei eine Stärke, die sich auf die ebenso authentische Entwicklung ihrer Beziehung zu dem Soldaten äußerst positiv auswirke. Gere, der sehr gut aussehe, sei auch gut, aber mehr auf eine filmische Art und Weise und den ruhigen Momenten, fehle die Art von Authentizität, die bei Eichhorn vorhanden sei.
Die griechische Seite Cine.gr gab dem Film das Prädikat „Meisterwerk“, das etwas vom Charme des alten Kinos habe.
Cinema’s Fringes bescheinigte dem Film „ungewöhnlich“ zu sein gerade weil es keine Kriegsbilder gebe, höchstens in einer Wochenschau, die einige der Akteure im örtlichen Kino sehen würden. Deswegen sei der Film aber nicht weniger interessant. Es sei ein packendes und gut gemachtes Filmdrama, wenn auch nicht ganz perfekt, da die im Zentrum der Geschichte stehenden romantischen Verwicklungen der schwächste Teil des Films seien, wobei der Beziehung zwischen Richard Gere und Lisa Eichhorn der weitaus größte Anteil am Film eingeräumt werde, obwohl gerade diese Geschichte von den drei Paarbeziehungen am wenigsten überzeuge. Das könne daher rühren, dass zwischen Gere und Eichhorn einfach keine Chemie entstehe, die Grund zu der Annahme geben könnte, dass sie auch in der Realität ein Paar hätten werden können. Abschließend wird festgehalten, dass, Yanks bei seiner Erstveröffentlichung ein Flop gewesen sei und seitdem ein relativ wenig beachteter Film. Er sei jedoch wie ein guter Wein im Laufe der Jahre gealtert, und trotz seiner leichten Schwächen sein Geld und seine Laufzeit von über zwei Stunden wert.
Auf der britischen Seite filmuforia ist die Rede von einem faszinierenden sozialen Drama mit englischen Sensibilitäten der lokalen Charaktere, die eloquent mit den lockeren und verspielteren US-Soldaten kontrastieren würden. Yanks sei gespickt mit schwungvollen romantischen Momenten und amüsanten Zwischenspielen. Schlesingers Film sei ambitioniert und doch intim. Entscheidend sei, dass sich das Drama auf menschliche Blickwinkel konzentriere und keine Kampfszenen suche, um die romantischen und sozialen Verflechtungen zwischen den Einheimischen und den US-Soldaten zu verdeutlichen. Besonders charismatisch sei Richard Gere in seiner Rolle als Sgt. Matt Dyson.
Horror Cult Films zeigte sich begeistert von dem Film, der etwas zeige, was nicht oft gezeigt werde, nämlich die Mischung von Kulturen, und was passiere, wenn Soldaten eines Landes in einem anderen Land stationiert sind, auch wenn sie dieselbe Sprache sprechen. Der Film sei auch wunderbar warm und ergreifend nostalgisch und einer der romantischsten Filme seiner Zeit. Schlesinger wende im Gegensatz zu seinen früheren Filmen einen eher lässigen Regiestil an und der Kameramann Dick Bush widerstehe der Versuchung, den Film mit einem rosaroten Schimmer zu überziehen. Wenn der Film heute überhaupt noch Beachtung finde, liege es wahrscheinlich an Richard Gere in einer frühen Rolle. Sein etwas schwermütiger, aber sehr einfühlsamer Soldat sei sofort sympathisch. Am auffälligsten sei allerdings Eichhorn in ihrer Rolle. Sie spiele viele Momente mit wunderbarer Subtilität. Rachel Roberts und Tony Melody bekämen ihre eigenen Momente, um als Jeans Eltern zu glänzen. Vanessa Redgrave sei natürlich großartig und spiele William Devane, der vor allem viel grinse, leicht aus.
Every ’70S Movie hingegen konnte dem Film nicht viel abgewinnen und befand, Charakterisierungen und die Handlung des Films seien nicht zwingend genug um die aufgeblähte Laufzeit des Films von zwei Stunden und achtzehn Minuten zu rechtfertigen. Mit seinen verzweifelten Abschiedsszenen, zarten, romantischen Begegnungen und dem von Geigen getränkten Soundtrack sei der Film zwar intelligent gemacht aber auch ein sirupartiges Melodrama, auch gebe es kein bisschen Schlachtfeld-Action im Film. Und obwohl Eichhorn auf dem Höhepunkt ihrer jugendlichen Schönheit sei, habe sie einfach nicht den Magnetismus, der für einen Film dieser Größenordnung erforderlich sei.
Dem Lexikon des internationalen Films zufolge rutsche die „anfangs eindrucksvolle Darstellung von grundsätzlichen Verhaltensweisen […] immer mehr auf eine ganz private Ebene“ ab und nehme „damit dem im konventionellen Stil inszenierten Film viel an Überzeugungskraft“.

### Auszeichnungen
erhaltene Auszeichnungen
- National Board of Review, USA 1979
  - NBR Award für John Schlesinger in den Kategorien „Bester Regisseur“ und „Top-Ten-Filme“
- BAFTA Awards 1980:
  - BAFTA Film Award für Rachel Roberts in der Kategorie „Beste Nebendarstellerin“
  - BAFTA Film Award für Shirley Russell in der Kategorie „Beste Kostüme“
- David di Donatello Awards 1980
  - European David für John Schlesinger
- Evening Standard British Film Awards 1981
  - Evening Standard British Film Award für John Schlesinger in der Kategorie „Bester Film“

Nominierungen
- BAFTA Awards 1980
  - Anthony Asquith Award for Film, Nominierter: Richard Rodney Bennett
  - BAFTA Film Award: Nominierte: Dick Bush in der Kategorie „Beste Kamera“; John Schlesinger: „Beste Regie“; Brian Morris: „Beste Filmbauten“; Colin Welland und Walter Bernstein: „Bestes Szenenbild“

Golden Globes, USA 1980
- - Golden Globe: Nominierte: Lisa Eichhorn in der Kategorie „Beste Hauptdarstellerin in einem Drama“
  - Golden Globe: Nominierte: Lisa Eichhorn in der Kategorie „Beste Nachwuchsdarstellerin“